# 小行星列表/17901-18000
| 名稱                        | 臨時編號  | 發現日期      | 發現地點   | 發現者                         |
| --------------------------- | --------- | ------------- | ---------- | ------------------------------ |
| 小行星17901                 | 1999 FT25 | 1999年3月19日 | 索科罗     | 林肯近地小行星研究小组         |
| 小行星17902Britbaker        | 1999 FM26 | 1999年3月19日 | 索科罗     | 林肯近地小行星研究小组         |
| 小行星17903                 | 1999 FS27 | 1999年3月19日 | 索科罗     | 林肯近地小行星研究小组         |
| 小行星17904Annekoupal       | 1999 FW30 | 1999年3月19日 | 索科罗     | 林肯近地小行星研究小组         |
| 小行星17905Kabtamu          | 1999 FM31 | 1999年3月19日 | 索科罗     | 林肯近地小行星研究小组         |
| 小行星17906                 | 1999 FG32 | 1999年3月19日 | 索科罗     | 林肯近地小行星研究小组         |
| 小行星17907Danielgude       | 1999 FQ33 | 1999年3月19日 | 索科罗     | 林肯近地小行星研究小组         |
| 小行星17908Chriskuyu        | 1999 FL34 | 1999年3月19日 | 索科罗     | 林肯近地小行星研究小组         |
| 小行星17909Nikhilshukla     | 1999 FC35 | 1999年3月19日 | 索科罗     | 林肯近地小行星研究小组         |
| 小行星17910Munyan           | 1999 FG37 | 1999年3月20日 | 索科罗     | 林肯近地小行星研究小组         |
| 小行星17911                 | 1999 FF41 | 1999年3月20日 | 索科罗     | 林肯近地小行星研究小组         |
| 小行星17912                 | 1999 FV44 | 1999年3月20日 | 索科罗     | 林肯近地小行星研究小组         |
| 小行星17913                 | 1999 FT52 | 1999年3月20日 | 索科罗     | 林肯近地小行星研究小组         |
| 小行星17914Joannelee        | 1999 FA54 | 1999年3月20日 | 索科罗     | 林肯近地小行星研究小组         |
| 小行星17915                 | 1999 GU   | 1999年4月5日  | 伊斯特拉   | K. Korlević                    |
| 小行星17916                 | 1999 GZ3  | 1999年4月10日 | 武麦拉     | F. B. Zoltowski                |
| 小行星17917Cartan           | 1999 GN5  | 1999年4月15日 | 普雷斯科特 | P. G. Comba                    |
| 小行星17918                 | 1999 GE6  | 1999年4月14日 | 那智胜浦町 | 清水義定、浦田武               |
| 小行星17919Licandro         | 1999 GC8  | 1999年4月9日  | 可可尼诺县 | 洛厄尔天文台近地小行星搜寻计划 |
| 小行星17920Zarnecki         | 1999 GE9  | 1999年4月10日 | 可可尼诺县 | 洛厄尔天文台近地小行星搜寻计划 |
| 小行星17921Aldeobaldia      | 1999 GC13 | 1999年4月15日 | 索科罗     | 林肯近地小行星研究小组         |
| 小行星17922                 | 1999 GS13 | 1999年4月12日 | 基特峰     | 太空监视                       |
| 小行星17923                 | 1999 GY16 | 1999年4月15日 | 索科罗     | 林肯近地小行星研究小组         |
| 小行星17924                 | 1999 GA17 | 1999年4月15日 | 索科罗     | 林肯近地小行星研究小组         |
| 小行星17925Dougweinberg     | 1999 GQ17 | 1999年4月15日 | 索科罗     | 林肯近地小行星研究小组         |
| 小行星17926Jameswu          | 1999 GA18 | 1999年4月15日 | 索科罗     | 林肯近地小行星研究小组         |
| 小行星17927Ghoshal          | 1999 GL20 | 1999年4月15日 | 索科罗     | 林肯近地小行星研究小组         |
| 小行星17928Neuwirth         | 1999 GJ21 | 1999年4月15日 | 索科罗     | 林肯近地小行星研究小组         |
| 小行星17929                 | 1999 GQ21 | 1999年4月15日 | 索科罗     | 林肯近地小行星研究小组         |
| 小行星17930Kennethott       | 1999 GE24 | 1999年4月6日  | 索科罗     | 林肯近地小行星研究小组         |
| 小行星17931                 | 1999 GA27 | 1999年4月7日  | 索科罗     | 林肯近地小行星研究小组         |
| 小行星17932Viswanathan      | 1999 GA35 | 1999年4月6日  | 索科罗     | 林肯近地小行星研究小组         |
| 小行星17933Haraguchi        | 1999 GM36 | 1999年4月12日 | 索科罗     | 林肯近地小行星研究小组         |
| 小行星17934Deleon           | 1999 GK39 | 1999年4月12日 | 索科罗     | 林肯近地小行星研究小组         |
| 小行星17935Vinhoward        | 1999 GX45 | 1999年4月12日 | 索科罗     | 林肯近地小行星研究小组         |
| 小行星17936Nilus            | 1999 HE3  | 1999年4月24日 | 芦苇溪     | 约翰·布劳顿                    |
| 小行星17937                 | 1999 HO4  | 1999年4月16日 | 基特峰     | 太空监视                       |
| 小行星17938Tamsendrew       | 1999 HW6  | 1999年4月17日 | 索科罗     | 林肯近地小行星研究小组         |
| 小行星17939                 | 1999 HH8  | 1999年4月16日 | 索科罗     | 林肯近地小行星研究小组         |
| 小行星17940                 | 1999 JK2  | 1999年5月8日  | 卡特林那   | 卡特林那巡天系统               |
| 小行星17941Horbatt          | 1999 JW2  | 1999年5月6日  | 图森       | R. A. Tucker                   |
| 小行星17942Whiterabbit      | 1999 JG6  | 1999年5月11日 | 那智胜浦町 | 清水義定、浦田武               |
| 小行星17943                 | 1999 JZ6  | 1999年5月8日  | 卡特林那   | 卡特林那巡天系统               |
| 小行星17944                 | 1999 JF7  | 1999年5月8日  | 卡特林那   | 卡特林那巡天系统               |
| 小行星17945Hawass           | 1999 JU8  | 1999年5月14日 | 芦苇溪     | 约翰·布劳顿                    |
| 小行星17946                 | 1999 JC9  | 1999年5月7日  | 卡特林那   | 卡特林那巡天系统               |
| 小行星17947                 | 1999 JV10 | 1999年5月9日  | 卡特林那   | 卡特林那巡天系统               |
| 小行星17948                 | 1999 JQ15 | 1999年5月12日 | 南阳市     | 大国富丸                       |
| 小行星17949                 | 1999 JA18 | 1999年5月10日 | 索科罗     | 林肯近地小行星研究小组         |
| 小行星17950Grover           | 1999 JS18 | 1999年5月10日 | 索科罗     | 林肯近地小行星研究小组         |
| 小行星17951Fenska           | 1999 JO19 | 1999年5月10日 | 索科罗     | 林肯近地小行星研究小组         |
| 小行星17952Folsom           | 1999 JT19 | 1999年5月10日 | 索科罗     | 林肯近地小行星研究小组         |
| 小行星17953                 | 1999 JB20 | 1999年5月10日 | 索科罗     | 林肯近地小行星研究小组         |
| 小行星17954Hopkins          | 1999 JP20 | 1999年5月10日 | 索科罗     | 林肯近地小行星研究小组         |
| 小行星17955Sedransk         | 1999 JZ22 | 1999年5月10日 | 索科罗     | 林肯近地小行星研究小组         |
| 小行星17956Andrewlenoir     | 1999 JC28 | 1999年5月10日 | 索科罗     | 林肯近地小行星研究小组         |
| 小行星17957                 | 1999 JE29 | 1999年5月10日 | 索科罗     | 林肯近地小行星研究小组         |
| 小行星17958Schoof           | 1999 JE33 | 1999年5月10日 | 索科罗     | 林肯近地小行星研究小组         |
| 小行星17959Camierickson     | 1999 JZ33 | 1999年5月10日 | 索科罗     | 林肯近地小行星研究小组         |
| 小行星17960Liberatore       | 1999 JB36 | 1999年5月10日 | 索科罗     | 林肯近地小行星研究小组         |
| 小行星17961Mariagorodnitsky | 1999 JB37 | 1999年5月10日 | 索科罗     | 林肯近地小行星研究小组         |
| 小行星17962Andrewherron     | 1999 JD37 | 1999年5月10日 | 索科罗     | 林肯近地小行星研究小组         |
| 小行星17963Vonderheydt      | 1999 JM40 | 1999年5月10日 | 索科罗     | 林肯近地小行星研究小组         |
| 小行星17964                 | 1999 JY41 | 1999年5月10日 | 索科罗     | 林肯近地小行星研究小组         |
| 小行星17965Brodersen        | 1999 JO43 | 1999年5月10日 | 索科罗     | 林肯近地小行星研究小组         |
| 小行星17966                 | 1999 JS43 | 1999年5月10日 | 索科罗     | 林肯近地小行星研究小组         |
| 小行星17967Bacampbell       | 1999 JT45 | 1999年5月10日 | 索科罗     | 林肯近地小行星研究小组         |
| 小行星17968                 | 1999 JX46 | 1999年5月10日 | 索科罗     | 林肯近地小行星研究小组         |
| 小行星17969Truong           | 1999 JB47 | 1999年5月10日 | 索科罗     | 林肯近地小行星研究小组         |
| 小行星17970Palepu           | 1999 JA48 | 1999年5月10日 | 索科罗     | 林肯近地小行星研究小组         |
| 小行星17971Samuelhowell     | 1999 JZ50 | 1999年5月10日 | 索科罗     | 林肯近地小行星研究小组         |
| 小行星17972Ascione          | 1999 JH51 | 1999年5月10日 | 索科罗     | 林肯近地小行星研究小组         |
| 小行星17973                 | 1999 JP51 | 1999年5月10日 | 索科罗     | 林肯近地小行星研究小组         |
| 小行星17974                 | 1999 JL52 | 1999年5月10日 | 索科罗     | 林肯近地小行星研究小组         |
| 小行星17975                 | 1999 JB53 | 1999年5月10日 | 索科罗     | 林肯近地小行星研究小组         |
| 小行星17976Schulman         | 1999 JQ54 | 1999年5月10日 | 索科罗     | 林肯近地小行星研究小组         |
| 小行星17977                 | 1999 JR54 | 1999年5月10日 | 索科罗     | 林肯近地小行星研究小组         |
| 小行星17978                 | 1999 JS54 | 1999年5月10日 | 索科罗     | 林肯近地小行星研究小组         |
| 小行星17979                 | 1999 JS55 | 1999年5月10日 | 索科罗     | 林肯近地小行星研究小组         |
| 小行星17980Vanschaik        | 1999 JN56 | 1999年5月10日 | 索科罗     | 林肯近地小行星研究小组         |
| 小行星17981                 | 1999 JZ56 | 1999年5月10日 | 索科罗     | 林肯近地小行星研究小组         |
| 小行星17982Simcmillan       | 1999 JK57 | 1999年5月10日 | 索科罗     | 林肯近地小行星研究小组         |
| 小行星17983Buhrmester       | 1999 JV59 | 1999年5月10日 | 索科罗     | 林肯近地小行星研究小组         |
| 小行星17984Ahantonioli      | 1999 JU60 | 1999年5月10日 | 索科罗     | 林肯近地小行星研究小组         |
| 小行星17985                 | 1999 JC62 | 1999年5月10日 | 索科罗     | 林肯近地小行星研究小组         |
| 小行星17986                 | 1999 JF62 | 1999年5月10日 | 索科罗     | 林肯近地小行星研究小组         |
| 小行星17987                 | 1999 JQ62 | 1999年5月10日 | 索科罗     | 林肯近地小行星研究小组         |
| 小行星17988Joannehsieh      | 1999 JR62 | 1999年5月10日 | 索科罗     | 林肯近地小行星研究小组         |
| 小行星17989                 | 1999 JE64 | 1999年5月10日 | 索科罗     | 林肯近地小行星研究小组         |
| 小行星17990                 | 1999 JK64 | 1999年5月10日 | 索科罗     | 林肯近地小行星研究小组         |
| 小行星17991Joshuaegan       | 1999 JN65 | 1999年5月12日 | 索科罗     | 林肯近地小行星研究小组         |
| 小行星17992Japellegrino     | 1999 JR65 | 1999年5月12日 | 索科罗     | 林肯近地小行星研究小组         |
| 小行星17993Kluesing         | 1999 JT68 | 1999年5月12日 | 索科罗     | 林肯近地小行星研究小组         |
| 小行星17994                 | 1999 JF70 | 1999年5月12日 | 索科罗     | 林肯近地小行星研究小组         |
| 小行星17995Jolinefan        | 1999 JF74 | 1999年5月12日 | 索科罗     | 林肯近地小行星研究小组         |
| 小行星17996                 | 1999 JQ75 | 1999年5月10日 | 索科罗     | 林肯近地小行星研究小组         |
| 小行星17997                 | 1999 JN78 | 1999年5月13日 | 索科罗     | 林肯近地小行星研究小组         |
| 小行星17998                 | 1999 JN80 | 1999年5月12日 | 索科罗     | 林肯近地小行星研究小组         |
| 小行星17999                 | 1999 JO80 | 1999年5月12日 | 索科罗     | 林肯近地小行星研究小组         |
| 小行星18000                 | 1999 JX80 | 1999年5月12日 | 索科罗     | 林肯近地小行星研究小组         |

| 上一頁： 17801-17900 | 小行星列表 17901-18000 | 下一頁： 18001-18100 |